# Satyendra Nath Bose
Satyendra Nath Bose FRS (tiếng Bengal: সত্যেন্দ্র নাথ বসু Shottendronath Boshū, IPA: [ʃot̪ːend̪ronat̪ʰ boʃu]; 1 tháng 1, 1894 – 4 tháng 2 năm 1974) là nhà vật lý Ấn Độ trong lĩnh vực vật lý toán. Ông sinh ở Calcutta. Ông nổi tiếng với các nghiên cứu trong cơ học lượng tử vào đầu thập kỷ 1920, mở ra cơ sở cho lĩnh vực thống kê Bose–Einstein và lý thuyết vật chất ngưng tụ Bose–Einstein. Là thành viên của Hội Hoàng gia Luân Đôn, ông đã được trao giải thưởng lớn thứ hai của Ấn Độ dành cho công dân, giải Padma Vibhushan vào 1954 bởi chính phủ Ấn Độ.
Lớp các hạt tuân theo thống kê Bose–Einstein, gọi là boson, đặt theo tên của ông bởi nhà vật lý Paul Dirac.
Là một học giả tự học và nói được nhiều ngôn ngữ, ông quan tâm tới nhiều lĩnh vực khác nhau, bao gồm vật lý học, toán học, hóa học, sinh học, khoáng vật học, nghệ thuật, triết học, văn học và âm nhạc. Ông cũng tham gia vào nhiều hội đồng nghiên cứu và phát triển của Ấn Độ độc lập.